# Джорджевич, Стефан
Стефан Джо́рджевич (серб. Стефан Ђорђевић; 13 марта 1991, Нови-Сад, Социалистическая Федеративная Республика Югославия) — футболист, защитник клуба «Воеводина».

## Биография
Стефан является воспитанником «Войводины» из города Нови-Сад, в котором он родился.
В 2010 году Джорджевич заключил первый профессиональный контракт с клубом «Пролетер», выступавшим в Первой лиге Сербии. 25 сентября 2010 года Стефан провёл свой дебютный матч, выйдя в стартовом составе во встрече с «Радничками» из Крагуеваца. В сезоне 2010/11 защитник принял участие в 18 матчах.
В начале 2012 года Джорджевич перешёл в «Спартак Златибор Вода». Стефан провёл первый матч за новую команду в Суперлиге Сербии 31 марта 2012 против белградского ОФК. До конца сезона 2011/12 защитник сыграл в 7 встречах за «Спартак».
В первом круге чемпионата 2012/13 Стефан потерял место в составе команды из Суботицы и в январе 2013 для получения игровой практики присоединился к «Банату». Через полгода Джорджевич возвратился в высший футбольный дивизион Сербии, перейдя в «Вождовац».
Перед началом сезона 2013/14, проведя 13 матчей за «Вождовац», Стефан заключил контракт с «Црвеной Звездой». Дебютный матч за клуб из Белграда Джорджевич провёл 25 октября 2014 года против «Доньи Срем».